# غاري اندروز
غاري اندروز (بالإنجليزية: Garry Andrews)‏ هو رسام أسترالي، ولد في 1957.